# Mauro Andrés Caballero
Mauro Andrés Caballero Aguilera (Asunción, Paraguay, 8 de octubre de 1994), más conocido como Maurito Caballero, es un futbolista paraguayo. Juega como delantero en el Club Deportivo Águila de la Primera División de El Salvador.
Es hijo de Mauro Antonio Caballero López, exjugador de Olimpia, Libertad  y noveno máximo goleador histórico de la División de Honor del fútbol paraguayo con 108 goles.

## Selección nacional
Mauro ha sido internacional con la selección de Paraguay sub-15, con la que se consagró campeón del Campeonato Sudamericano Sub-15 de 2009 logrando marcar 5 goles en la competición.
También ha sido internacional con la selección de Paraguay sub-17 con la cual disputó el Campeonato Sudamericano Sub-17 de 2011, certamen en el que también marcó 5 goles.
Hizo su debut oficial en la Primera División del fútbol paraguayo jugando para Libertad en el año 2011. 
Sus actuaciones en las selecciones juveniles lo llevaron a ser fichado por el F. C. Oporto en 2012, sin embargo, no logró debutar en el primer equipo del club portugués y en las siguientes temporadas fue cedido en calidad de préstamo al F. C. Penafiel y al Desportivo das Aves, respectivamente.
A partir de la temporada 2015 fue nuevamente cedido recalando en el F. C. Vaduz de la liga suiza.
En junio de 2016 regresó a Paraguay para recalar en Olimpia. En 2017 nuevamente fue cedido, esta vez a Palestino de Chile.

## Clubes
| Club                           | País          | Año               |
| ------------------------------ | ------------- | ----------------- |
| Club Libertad                  | Paraguay      | 2011 - 2012       |
| F. C. Oporto "B"               | Portugal      | 2013 - 2017       |
| → F. C. Penafiel (cedido)      | Portugal      | 2013-2014         |
| → Desportivo das Aves (cedido) | Portugal      | 2014 - 2015       |
| → F. C. Vaduz (cedido)         | Liechtenstein | 2015 - 2016       |
| → Club Olimpia (cedido)        | Paraguay      | 2016              |
| → C. D. Palestino (cedido)     | Chile         | 2017              |
| → San Luis (cedido)            | Chile         | 2017              |
| San Luis                       | Chile         | 2018              |
| Unión Española                 | Chile         | 2019 - 2021       |
| F. C. Arouca                   | Portugal      | 2021              |
| Académica de Coimbra           | Portugal      | 2021 - 2022       |
| F. C. Torpedo Kutaisi          | Georgia       | 2022 - 2023       |
| San Luis                       | Chile         | 2024              |
| Oliveirense                    | Portugal      | 2025              |
| CD Águila                      | El Salvador   | 2025 - Actualidad |

## Palmarés

### Títulos nacionales
| Título                       | Club               | País          | Año  |
| ---------------------------- | ------------------ | ------------- | ---- |
| Primera División de Paraguay | Club Libertad      | Paraguay      | 2012 |
| Copa de Liechtenstein        | F. C. Vaduz        | Liechtenstein | 2015 |
| Copa de Georgia              | FC Torpedo Kutaisi | Georgia       | 2022 |

### Títulos internacionales
| Título                         | Club (*)        | Sede    | Año  |
| ------------------------------ | --------------- | ------- | ---- |
| Campeonato Sudamericano Sub-15 | Paraguay sub-15 | Bolivia | 2009 |

(*) Incluyendo la selección.